# Christian Müller (Wirtschaftswissenschaftler)
Christian Müller (* 1967) ist ein deutscher Wirtschaftswissenschaftler und Hochschullehrer.

## Leben
1993 schloss er das Studium der Betriebswirtschaftslehre an der Gerhard-Mercator-Universität Duisburg (heute Universität Duisburg-Essen) mit dem akademischen Grad Diplom-Kaufmann ab und arbeitete dann zunächst als Wirtschaftsprüfungsassistent bei einer international operierenden Wirtschaftsprüfungsgesellschaft in Essen. 1994 kehrte er als Wissenschaftlicher Mitarbeiter an die Mercator School of Management (Fakultät für Betriebswirtschaftslehre) der Gerhard-Mercator-Universität Duisburg zurück, wo er 1999 zum Doktor der Wirtschaftswissenschaften (doctor rerum oeconomicarum) promovierte. In den Jahren 1999 bis 2002 blieb er der Universität als Wissenschaftlicher Assistent, von 2002 bis 2007 als Akademischer Rat und von Januar bis März 2008 als Akademischer Oberrat  verbunden. Von 2005 bis 2008 arbeitete er ferner als Privatdozent und Verwalter des Bereichs Management Science, nachdem er im Jahr 2004 an der nunmehr umbenannten Universität Duisburg-Essen habilitiert und die Lehrerlaubnis im Fach Volkswirtschaftslehre erlangt hatte (venia legendi).
Von April bis September 2008 lehrte er in Vertretung an einem Lehrstuhl für Sozialpolitik und Sozialökonomik (W-3-Professur) an der Ruhr-Universität Bochum und ist seit Oktober 2008 Professor (W-3-Professur) für Wirtschaftswissenschaften und Ökonomische Bildung am Institut für Ökonomische Bildung der Westfälischen Wilhelms-Universität Münster. Von 2009 bis 2010 war er Geschäftsführender Direktor des Instituts für Ökonomische Bildung, das am 1. Oktober 2010 unter dem Dach des Centrums für Interdisziplinäre Wirtschaftsforschung aufgegangen ist. Dort ist er seit der Gründung im Oktober ebenfalls Geschäftsführender Direktor.

## Forschungsschwerpunkte
Zu den Forschungsschwerpunkten von Christian Müller zählen die Ökonomische Bildung und Bildungsökonomik, die Theorie der Wirtschafts- und Finanzpolitik, die Wirtschafts- und Unternehmensethik sowie die Institutionen- und Konstitutionenökonomik. Ferner zählen die Public-Choice-Theorie und die Ökonomische Methodenlehre schwerpunktmäßig zu seinen Forschungsgebieten.

## Mitgliedschaften
Er ist Mitglied der Deutschen Gesellschaft für Ökonomische Bildung e.V. und des Vereins für Socialpolitik e.V., beziehungsweise des Wirtschaftspolitischen Ausschusses, des Ausschusses für Wirtschaftssysteme und Institutionenökonomik sowie des Ausschusses für Wirtschaftswissenschaften und Ethik des Vereins für Socialpolitik. Des Weiteren ist er Mitglied des Arbeitskreises Ethik und Soziale Marktwirtschaft (ESMA), der Gesellschaft zur Förderung von Wirtschaftswissenschaften und Ethik, der Joseph-Höffner-Gesellschaft, des Forschungsseminars Radein (Italien) zum Vergleich von Wirtschafts- und Gesellschaftssystemen e.V., des Walter-Eucken-Instituts e.V. und der List-Gesellschaft.

## Veröffentlichungen (Auswahl)
- The Veil of Uncertainty Unveiled. In: Constitutional Political Economy 9 (1998), 5–17.
- Das vertragstheoretische Argument in der Ökonomik. Duncker & Humblot, Berlin 2000, ISBN 3-428-10084-0. (Dissertation)
- The Methodology of Contractarianism in Economics. In: Public Choice 113 (2002), 465–483.
- Bilanzskandale. Eine institutionenökonomische Analyse. In: Perspektiven der Wirtschaftspolitik. 5 (2004), 211–225.
- Nationale Standards in der ökonomischen Bildung? In: Zeitschrift für Berufs- und Wirtschaftspädagogik 104 (2008), S. 385–406.
- (zusammen mit Gerd-Jan Krol und Dirk Loerwald) Mit Ökonomik lernen! Plädoyer für eine problemorientierte, lerntheoretisch und fachlich fundierte ökonomische Bildung. In: Gesellschaft, Wirtschaft, Politik 60 (2011), 201–212.
- (zusammen mit Dirk Loerwald) Hat das Homo oeconomicus-Modell ausgedient? Fachdidaktische Implikationen aktueller Forschungen zur ökonomischen Verhaltenstheorie. In: Zeitschrift für Berufs- und Wirtschaftspädagogik 108, S. 438–453.
- (zusammen mit Werner Lachmann und Harald Jung) (Hrsg.) Unternehmensverantwortung in der Sozialen Marktwirtschaft. Schöningh, Paderborn 2017, ISBN 978-3-506-72850-0.
- (zusammen mit María Guadalupe Martino) Reciprocity in the Civil Economy: a Critical Assessment. In: Journal for Markets and Ethics 6 (2018), 63–74.
- (zusammen mit Karsten Mause und Klaus Schubert) (Hrsg.) Politik und Wirtschaft: Ein integrativer Ansatz. Springer, Wiesbaden 2018, ISBN 978-3-658-06227-9.
- (zusammen mit Harald Jung und Christian Hecker) (Hrsg.) Wirtschaft und Reformation: Rück- und Ausblicke nach 500 Jahren. Metropolis, Marburg 2019, ISBN 978-3-7316-1397-8.
- (zusammen mit María Guadalupe Martino) Can ‘Civil Enterprises’ survive in the market? Some game theoretical considerations on the one-shot game. Business Research 13 (2020).
- Grundzüge der Wirtschafts- und Unternehmensethik. Schäffer-Poeschel, Stuttgart 2022, ISBN 978-3-7910-5065-2.